# ヨーカステ (小惑星)
ヨーカステ (899 Jokaste) は小惑星帯に位置する小惑星である。ハイデルベルクのケーニッヒシュトゥール天文台でマックス・ヴォルフによって発見された。
オイディプースの母であり、妻であるイオカステーにちなんで命名された。同じ語源を持つ天体に、木星の衛星のイオカステ (J24 Iocaste) があるが、小惑星の方が先に命名された。
1993年にアマチュア天文家も参加して、ハッブル宇宙望遠鏡を使って行われた観測Transition Cometsの対象となった5つの小惑星のうちの1つである。